# Diócesis de Sokodé
La diócesis de Sokodé (en latín: Dioecesis Sokodensis y en francés: Diocèse de Sokodé) es una circunscripción eclesiástica de la Iglesia católica en Togo. Se trata de una diócesis latina, sufragánea de la arquidiócesis de Lomé. Desde el 3 de enero de 2016 su obispo es Célestin-Marie Gaoua.

## Territorio y organización
La diócesis tiene 12 610 km² y extiende su jurisdicción sobre los fieles católicos de rito latino residentes en parte de la región Central.
La sede de la diócesis se encuentra en la ciudad de Sokodé, en donde se halla la Catedral de Santa Teresa.
En 2022 en la diócesis existían 22 parroquias.

## Historia
La prefectura apostólica de Sokodé fue erigida el 18 de mayo de 1937 con la bula Supremum quo fungimur del papa Pío XI, obteniendo el territorio del vicariato apostólico de Togo (hoy arquidiócesis de Lomé).
El 14 de septiembre de 1955 la prefectura apostólica fue elevada a diócesis con la bula Dum tantis del papa Pío XII.
El 1 de marzo de 1960 cedió una parte de su territorio para la erección de la prefectura apostólica de Dapango (hoy diócesis de Dapaong) mediante
la bula Ex quo tempore del papa Juan XXIII.
El 1 de julio de 1994 cedió otra parte de su territorio para la erección de la diócesis de Kara.

## Estadísticas
Según el Anuario Pontificio 2023 la diócesis tenía a fines de 2022 un total de 201 508 fieles bautizados.
| Año                                                                             | Población            | Población | Población      | Sacerdotes | Sacerdotes    | Sacerdotes    | Bautizados por sacerdote | Diáconos permanentes | Religiosos | Religiosos | Parroquias |
| Año                                                                             | Bautizados católicos | Total     | % de católicos | Total      | Clero secular | Clero regular | Bautizados por sacerdote | Diáconos permanentes | Varones    | Mujeres    | Parroquias |
| ------------------------------------------------------------------------------- | -------------------- | --------- | -------------- | ---------- | ------------- | ------------- | ------------------------ | -------------------- | ---------- | ---------- | ---------- |
| 1970                                                                            | 41 263               | 468 813   | 8.8            | 36         | 14            | 22            | 1146                     |                      | 33         | 43         | 15         |
| 1980                                                                            | 61 511               | 592 820   | 10.4           | 34         | 10            | 24            | 1809                     |                      | 36         | 53         | 19         |
| 1990                                                                            | 84 198               | 710 210   | 11.9           | 52         | 29            | 23            | 1619                     |                      | 37         | 102        | 23         |
| 1999                                                                            | 110 500              | 810 200   | 13.6           | 23         | 16            | 7             | 4804                     |                      | 13         | 67         | 11         |
| 2000                                                                            | 113 564              | 810 200   | 14.0           | 21         | 16            | 5             | 5407                     |                      | 9          | 68         | 11         |
| 2001                                                                            | 116 379              | 810 200   | 14.4           | 23         | 16            | 7             | 5059                     |                      | 10         | 71         | 11         |
| 2002                                                                            | 118 624              | 814 734   | 14.6           | 24         | 17            | 7             | 4942                     |                      | 12         | 74         | 11         |
| 2003                                                                            | 120 726              | 815 000   | 14.8           | 27         | 19            | 8             | 4471                     |                      | 13         | 77         | 11         |
| 2004                                                                            | 122 857              | 816 000   | 15.1           | 32         | 24            | 8             | 3839                     |                      | 12         | 74         | 11         |
| 2007                                                                            | 129 576              | 874 000   | 14.8           | 43         | 30            | 13            | 3013                     |                      | 17         | 77         | 13         |
| 2010                                                                            | 137 213              | 1 033 729 | 13.3           | 52         | 35            | 17            | 2638                     |                      | 29         | 103        | 15         |
| 2014                                                                            | 153 021              | 1 136 000 | 13.5           | 66         | 46            | 20            | 2318                     |                      | 29         | 106        | 17         |
| 2017                                                                            | 178 088              | 1 505 620 | 11.8           | 76         | 47            | 29            | 2343                     |                      | 44         | 91         | 18         |
| 2020                                                                            | 184 100              | 1 610 000 | 11.4           | 66         | 48            | 18            | 2789                     |                      | 30         | 91         | 21         |
| 2022                                                                            | 201 508              | 1 681 000 | 12.0           | 66         | 51            | 15            | 3053                     |                      | 28         | 99         | 22         |
| Fuente: Catholic-Hierarchy, que a su vez toma los datos del Anuario Pontificio. |                      |           |                |            |               |               |                          |                      |            |            |            |

## Episcopologio
- Joseph-Paul Strebler, S.M.A. † (mayo de 1937-8 de noviembre de 1945 nombrado vicario apostólico de Lomé)
- Jérôme-Théodore Lingenheim, S.M.A. † (7 de junio de 1946-18 de noviembre de 1964 renunció)
- Chrétien Matawo Bakpessi † (9 de agosto de 1965-27 de abril de 1992 falleció)
- Ambroise Kotamba Djoliba † (5 de abril de 1993-3 de enero de 2016 retirado)
- Célestin-Marie Gaoua, desde el 3 de enero de 2016